# Pietro Michis

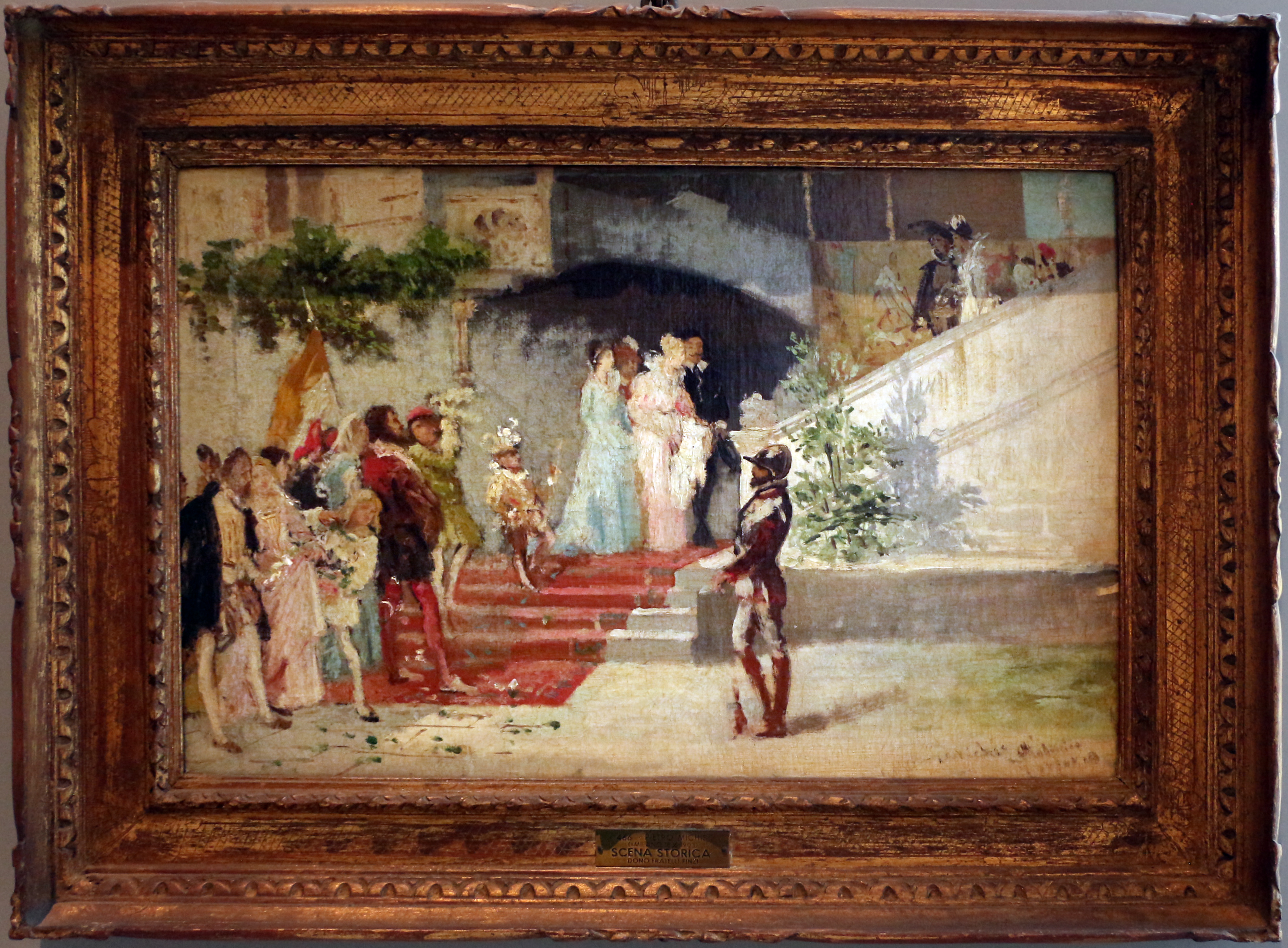
L'addio della sposa (1872), conservato ad Ala Ponzone

Pietro Michis (Milano, 12 agosto 1836 – 24 novembre 1903) è stato un pittore italiano, specializzato principalmente in scene di genere.

## Biografia
Nel 1851 iniziò gli studi all'Accademia di Brera sotto la guida di Giuseppe Bertini. Sposò la pittrice Maria Cattaneo, con cui lavorò spesso insieme sulle tele. Succedette a Giacomo Trecourt come direttore della scuola di pittura di Pavia, dove ebbe tra gli allievi Alessandro Gallotti.
Michis dipinse principalmente sia opere di genere che soggetti storici, a volte definiti genere in costume. Tra le opere principali di Michis si ricordano: Frutto di un'educazione diversa, Veglia dell'Epifania e Il pellegrino moderno, esposti a Napoli nel 1887; L'estremo vale di Leone X a Raffaello, L'astrologo Cornelio Agrippa predice a Francesco I di Francia che sarà sconfitto a Pavia, e Il racconto del naufrago, esposti a Torino nel 1880; Le beghine e Interno del Battistero di Pisa, esposti a Milano nel 1881; un ritratto del marchese Apollinare Rocca Saporiti della Sforzesca, completato su commissione del conte Marcello Rocca Saporiti della Sforzesca (1883); e Astio antico e Nel cortile, esposti a Torino nel 1884.